# Orio al Serio
Orio al Serio (lombardul: Oeuri) település Olaszországban, Lombardia régióban, Bergamo megyében. Lakosainak száma 1642 fő (2023. január 1.). Orio al Serio Azzano San Paolo, Bergamo, Grassobbio, Seriate és Zanica községekkel határos.

## Népesség
A település lakossága az elmúlt években az alábbi módon változott:
| Lakosok száma | 1768 | 1734 | 1642 |
|               | 2017 | 2018 | 2023 |